# Cédric Céligny
Cédric Céligny (ur. 18 kwietnia 1981) – gwadelupski piłkarz występujący na pozycji bramkarza. Zawodnik klubu JE Les Abymes.

## Kariera klubowa
W 2008 roku Céligny rozpoczął grę w zespole JE Les Abymes.

## Kariera reprezentacyjna
W reprezentacji Gwadelupy Céligny zadebiutował w 2010 roku. Rok wcześniej, w 2009 roku został powołany do kadry na Złoty Puchar CONCACAF. Nie zagrał jednak na nim w żadnym meczu, a Gwadelupa zakończyła turniej na ćwierćfinale.